# Álvaro Negredo
Álvaro Negredo Sánchez, född 20 augusti 1985 i området Vallecas i Madrid, är en spansk fotbollsspelare (anfallare) som spelar för Real Valladolid. Han är även tillgänglig för det spanska landslaget, men har inte spelat där sedan den 19 november 2013. Negredos smeknamn är La fiera de Vallecas ("Vilddjuret från Vallecas") och The Beast.

## Klubbkarriär
Negredo började sin karriär i Rayo Vallecano och gjorde sin professionella debut under 2005. Följande sommar flyttade han till grannen Real Madrid Castilla, Real Madrids B-lag. Under sin sista säsong med Castilla utvecklas han som anfallsspelare och gjorde 18 mål i ligan. Trots detta lyckades han inte förhindra att Castilla blev nedflyttade till Segunda División B. Han imponerade dock på A-lagets tränare Fabio Capello som lät honom sitta på bänken under ett par av A-lagets matcher i Copa del Rey. Han gjorde sin debut för A-laget i en vänskapsmatch mot rivalklubben Atlético Madrid.
I juli 2007 såldes Negredo till Almería, en klubb som just blivit uppflyttade till den spanska högstadivisionen, La Primera. Den 2 februari 2008 gjorde han mål i en 2–0-vinst på hemmaplan mot sitt förra lag. Den 19 april gjorde han två mål mot Sevilla, de regerande UEFA-cupmästarna. Almería vann matchen med 4–1. Negredo avslutade säsongen som Almerías bäste målgörare med 13 mål då laget slutade på 8:e plats i ligan. Säsongen 2008/2009 gjorde han fem mål på klubbens inledande sex matcher.
I juni 2009 köpte Real Madrid tillbaka Negredo för en övergångssumma på fem miljoner euro. Detta steg var ytterst kortvarigt och den 20 augusti värvade Sevilla honom för en rekordsumma av 14 miljoner euro. Skulle han dock göra succé i klubben så hade Real Madrid en klausul i två säsonger som gjorde det möjligt att köpa tillbaka honom för aningen mer än försäljningspriset. 28 juli 2009 gjorde Negredo sin först mål i Real Madrid mot Liga de Quito i Peace Cup. År 2009 skrev Negredo på för Sevilla, han har skrivit på för ett femårskontrakt. Sevilla fick betala 15 miljoner euro för Negredo. Negredo gjorde sin debut för Sevilla den 31 augusti mot Valencia, där han kom in den 37 minuten men Sevilla förlorade matchen 0–2. Två veckor senare gjorde han sitt första mål för Sevilla mot bottenlaget Osasuna, Sevilla vann matchen med 2–0. Han gjorde 20 mål i sin andra säsong för Sevilla. Sommaren 2013 såldes Negredo till Manchester City.

## Landslagskarriär
Den 6 oktober 2009 gjorde Negredo sin debut för spanska landslaget mot Armenien, Spanien vann med 2–1. Fyra dagar senare gjorde han två mål mot Bosnien och Hercegovina, Spanien vann med 2–5.

## Meriter

### Spanien
- EM-Guld 2008
- VM-Guld 2010
- EM-Guld 2012